# Constantin von Ettingshausen
Constantin Freiherr von Ettingshausen (* 16. Juni 1826 in Wien; † 1. Februar 1897 in Graz) war Paläobotaniker an der Universität Graz. Sein offizielles botanisches Autorenkürzel lautet „Ettingsh.“.

## Leben und Wirken
Ettingshausen war der Sohn des Professors der Physik an der Universität Wien Andreas von Ettingshausen und sein Cousin Albert von Ettingshausen wurde ebenfalls Physiker.
Ettingshausen studierte Medizin an der Universität Wien, wo er 1848 promovierte. Durch eine erste Abhandlung über Das Accommodationsvermögen des menschlichen Auges wurde Wilhelm von Haidinger auf ihn aufmerksam. In Folge war er als Reisender im Auftrag der Geologischen Reichsanstalt, der heutigen Geologischen Bundesanstalt tätig. Seit 1854 wirkte er als Professor der populären Physik, der Mineralogie und Botanik an der k.k. medizinisch-chirurgischen Josephs-Academie. 1871 wurde er Professor für Botanik an der Universität Graz, wo er 1881 auch Rektor war. Ettingshausen illustrierte seine zahlreichen Veröffentlichungen mit Naturselbstdrucken und erreichte in dieser Technik höchste Perfektion. Sein Nachlass befindet sich in der Universitätsbibliothek Graz.
Seit 1856 war er Mitglied der Gelehrtenakademie Leopoldina.

## Familie
Ettingshausen heiratete Pauline Schrötter von Kristelli (* 10. Februar 1835; † 6. April 1898), Tochter von Anton Schrötter von Kristelli. Das Paar hatte mehrere Kinder:
- Johanna (Hanna) (* 30. März 1854)

⚭ 1881 Norman MacLeod of MacLeod (* 18. Juli 1812; † 5. Februar 1895), Herr auf Dunvegan Castle in Schottland
⚭ 1897 Vincenz Karl Marimilian Bailet de Latour (* 5. Oktober 1848; †  4. Dezember 1913), Minister für Kultus und Unterricht
- Pauline (* 3. Januar 1857)
- Othmar Georg Heinrich (* 20. Juni 1865), K.u.K. Dragoner ⚭ Marianne Wasserburger (* 24. August 1871)

## Veröffentlichungen (Auswahl)
- mit Alois Pokorny: Physiotypia Plantarum Austriacarum. Die Gefässpflanzen Österreichs in Naturselbstdruck, mit besonderer Berücksichtigung der Nervation in den Flächenorganen der Pflanzen. Verlag F. Tempsky. Wien/Prag 1873.
- Die Farnkräuter der Jetztwelt: Zur Untersuchung und Bestimmung der in den Formationen der Erdrinde eingeschlossenen Überreste der vorweltlichen Arten dieser Ordnung nach dem Flächen-Skelet bearbeitet. Verlag Gerold’s Sohn. Wien 1865.
- Photographisches Album der Flora Österreichs: zugleich ein Handbuch zum Selbstunterricht in der Pflanzenkunde. Verlag W. Braumüller. Wien 1864.
- Ueber die Entdeckung des Neuholländischen Charakters der Eocenflora Europas und über die Anwendung des Naturselbstdruckes zur Förderung der Botanik und Paläontologie, als Entgegnung auf die Schrift des Herrn Prof. Dr. F. Unger: „Neuholland in Europa“. Wien 1862.
- Die Blatt-Skelete der Dikotyledonen: mit besonderer Rücksicht auf die Untersuchung und Bestimmung der fossilen Pflanzenreste. k. k. Hof- und Staatsdruckerei. Wien 1861.